# Typ 61 (Kampfpanzer)
Der Typ 61 (jap. 61式戦車) ist ein Panzertyp der japanischen Bodenselbstverteidigungsstreitkräfte. Wie alle Panzerfahrzeuge Japans nach dem Zweiten Weltkrieg wurde auch dieser Typ nicht exportiert.
Bei dem Fahrzeug handelte es sich um einen konventionellen Kampfpanzer der 30-Tonnen-Klasse, der stark von US-Einflüssen geprägt war.

## Geschichte
Die Entwicklungsarbeiten begannen im Jahr 1955, nachdem die ursprünglich vorgesehenen Panzermodelle aus US-amerikanischer Produktion als unzureichend und technisch überaltert eingeschätzt wurden. 1957 wurden die Prototypen STA-1 und STA-2 vorgestellt, 1960 der Prototyp STA-3. Signifikante Unterschiede der Prototypen fanden sich bei der Kommandantenkuppel und dem Flugabwehr-MG. Im gleichen Jahr erlangte das Modell als STA-4 bzw. Typ 61 Serienreife. Im Vergleich zum Prototyp STA-1 hatte das Serienmodell nur sechs Laufrollen und der Turmring war etwas höher sowie die Motorabdeckplatte geringfügig niedriger. 
Zwischen 1961 und 1979 wurden dann 560 Panzer gefertigt. Trotz der veralteten Panzerung aus gewalzten Panzerstahl blieb das Modell bis zum Jahr 2000 im Dienst der Armee.

## Beschreibung
Das Fahrzeug war mit einem Heckmotor und Frontantrieb sowie außenliegenden Auspufftöpfen ausgestattet. Die Fahrerluke befand sich rechts vorne in der Wanne, die drehbare Kommandantenluke mit Entfernungsmesser lag auf der rechten Seite des Turms, die Ladeschützenluke links. Das Laufwerk bestand aus sechs mittelgroßen Laufrollen und drei Stützrollen sowie einer gespannten Scharnierkette. Der halbkugelförmiger Turm wird über einen elektrischen Schwenkmotor angetrieben. Die beiden ersten und die beiden letzten Laufrollen jeder Seite sind mit hydraulischen Stoßdämpfern ausgestattet. Die Kommandantenkuppel verfügt über fünf Panzerglas-Sehschlitze. Am stark überhängenden Turmheck ist ein Staukasten angebracht.

## Abmessungen
- Länge der Wanne: 6,43 m
- Abstand von der ersten zur letzten Laufrollenachse: 3,68 m
- Bodenfreiheit: 0,41 m
- Höhe bis zum Turmdach: 2,50 m

## Bewaffnung
Die Hauptbewaffnung besteht aus einer 90-mm-Kanone L/52 mit Rauchabsauger und Mündungsbremse nach Art des M47. Als Sekundärbewaffnung steht ein koaxiales Maschinengewehr vom Kaliber 7,62 mm und ein auf der Kommandantenkuppel montiertes schweres Maschinengewehr vom Typ Browning M2 zur Verfügung.